# Associação de Atletismo Lebres do Sado
O clube Associação de Atletismo Lebres do Sado, foi fundado em 30 de junho de 1998, por um pequeno conjunto de atletas de atletismo que costumavam correr em diversas provas, e que se decidiram juntar criando um clube.
Neste momento o clube possui além do Atletismo as modalidades de Orientação (nas vertentes pedestre e BTT), BTT e Pedestrianismo.